# Функція стану
Фу́нкція ста́ну (англ. state function, function of state, state quantity, state variable) — поняття термодинаміки, яке описує термодинамічну величину, значення якої залежить лише від стану термодинамічної системи й не залежить від шляху, яким система прийшла в цей стан, тобто від попередніх станів системи.
Функціями стану є термодинамічні потенціали, ентропія, об'єм, тиск, температура. Механічна робота й кількість теплоти не є функціями стану, а функціями шляху.